# Schloss Lippitzbach

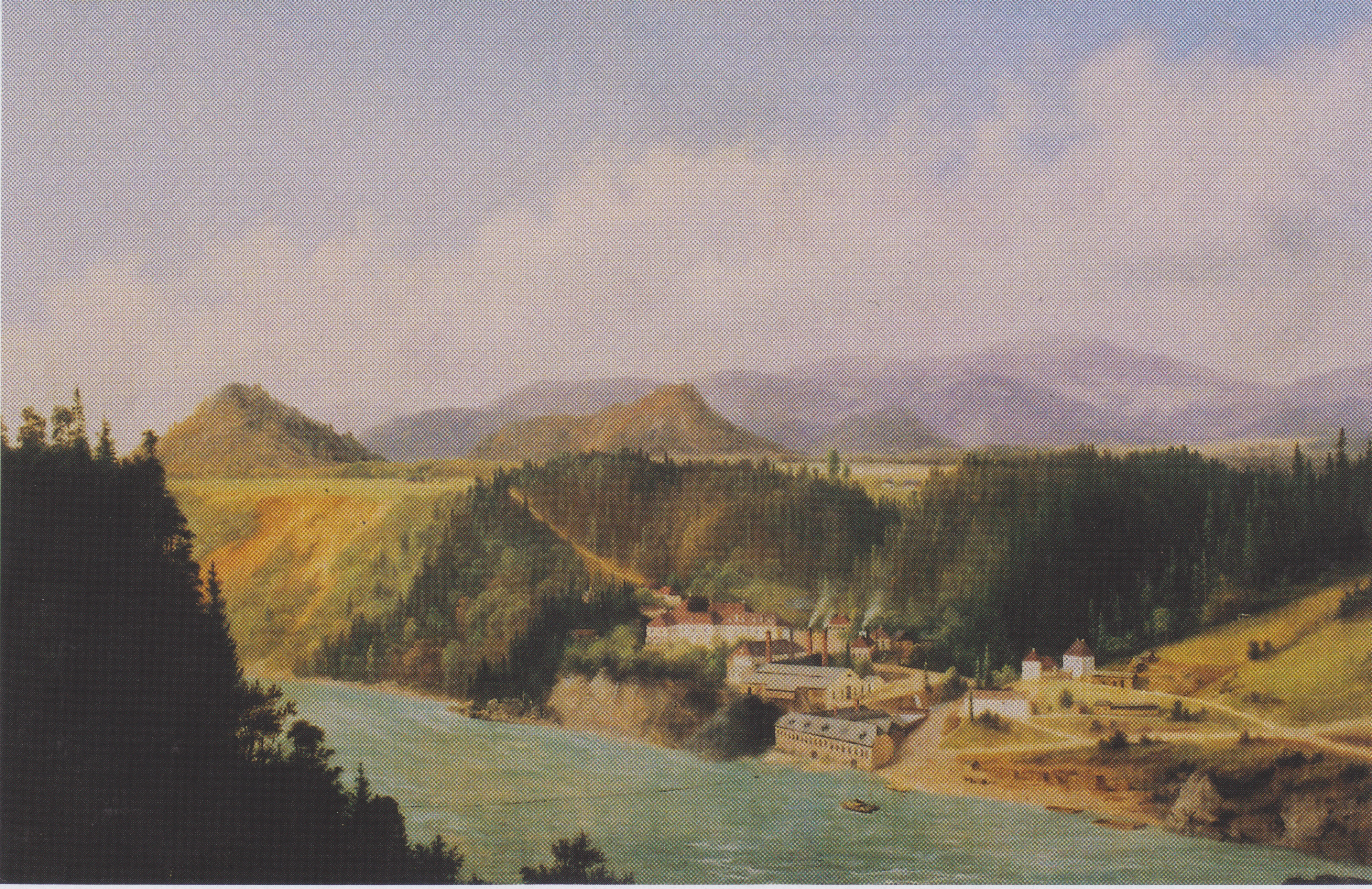
Markus Pernhart: Eisenwerk Lippitzbach

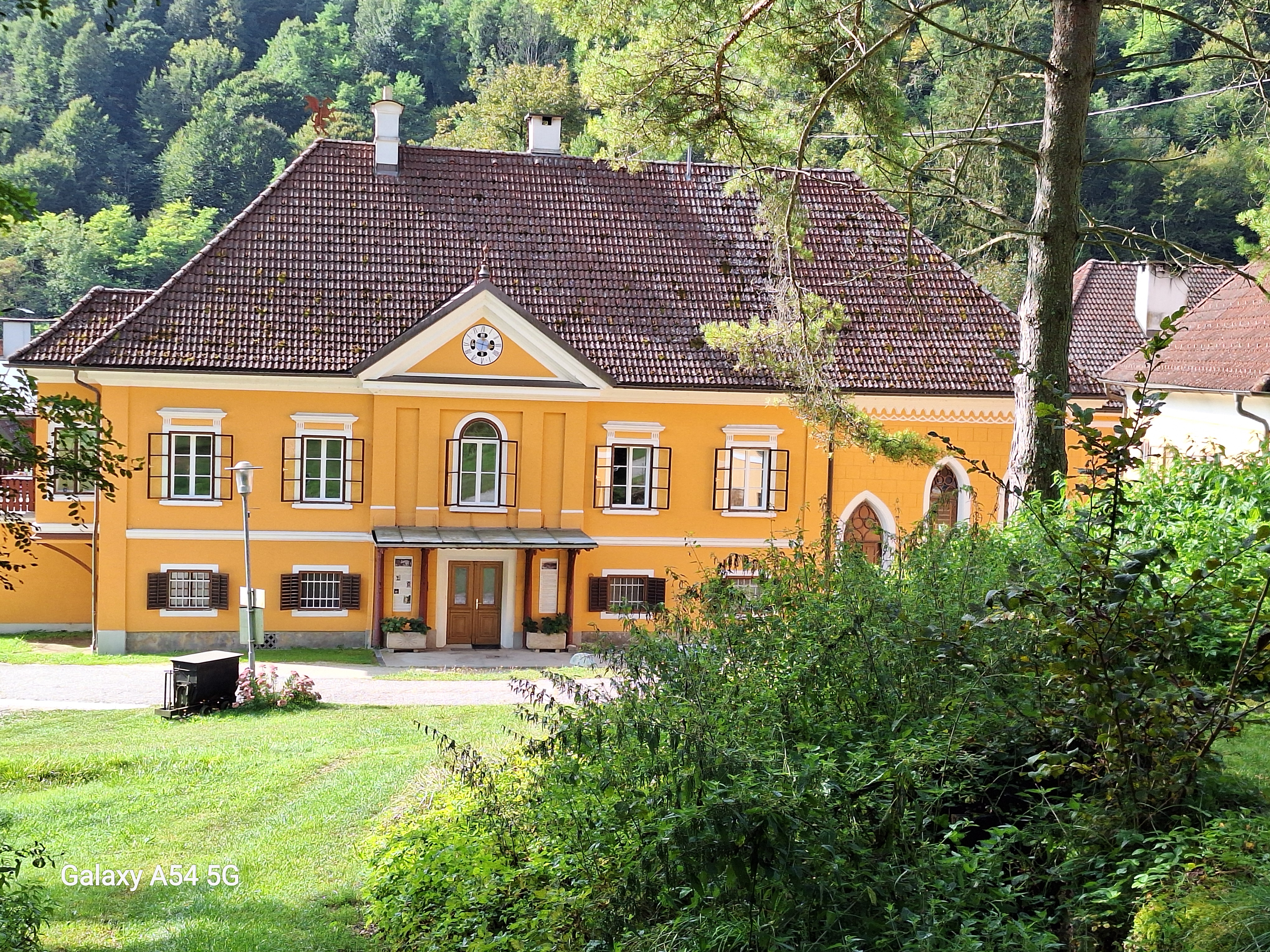
Schloss Lippitzbach (2024)

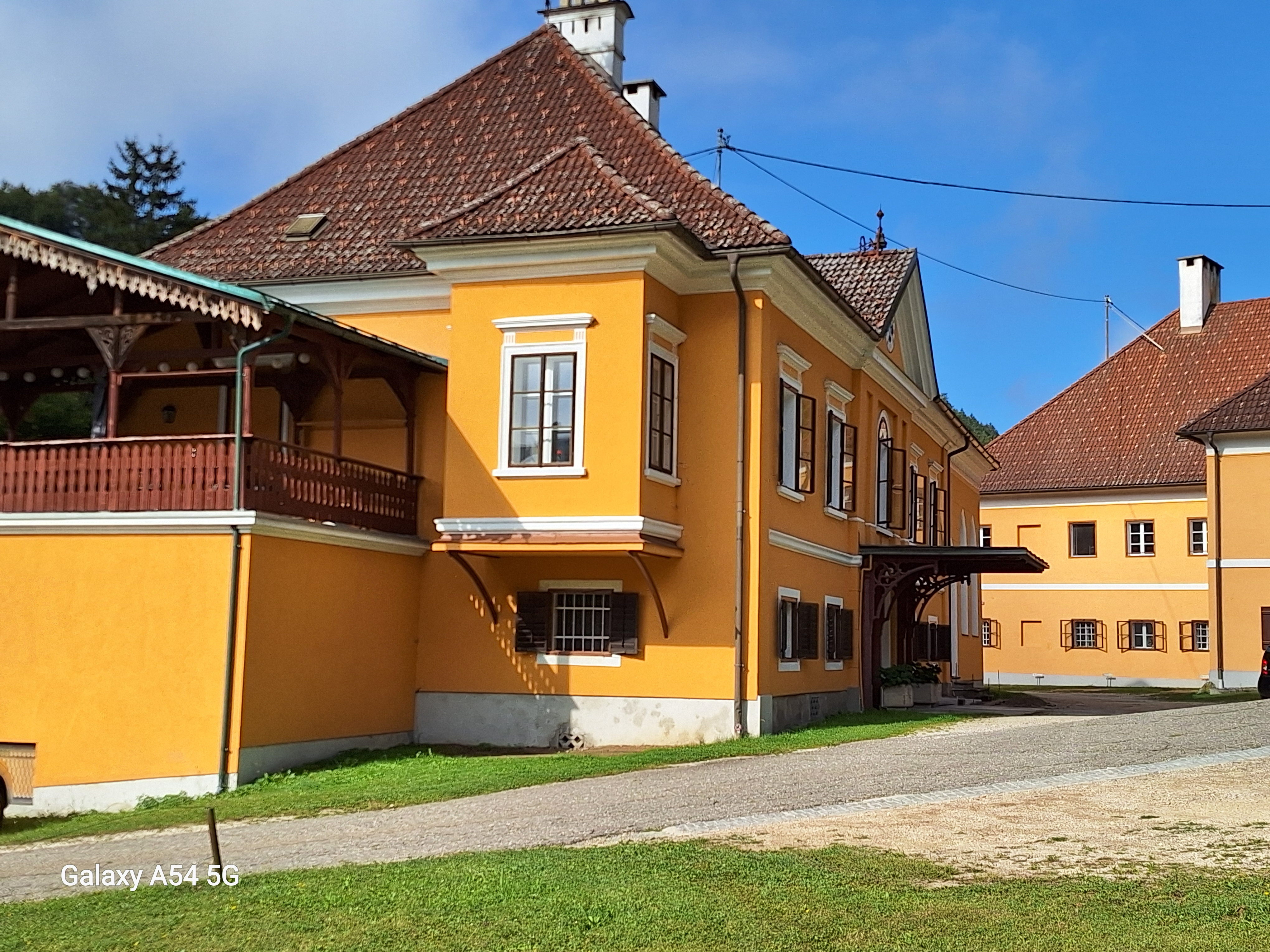
Schloss Lippitzbach Erkeransicht (2024)

Das Schloss Lippitzbach in der Gemeinde Ruden (Kärnten) steht an der Stelle, wo der Wölfnitzbach über eine Steilstufe in die Drau stürzt.

## Geschichte
In der zweiten Hälfte des 17. Jahrhunderts betrieb hier der Genuese Johann Baptist Mazzugon ein Hammerwerk, welches 1696 Georg Siegmund Christallnig erwarb. Unter Josef Edler von Kronthal wurden „Zainhämmer“ zur Stabeisenerzeugung sowie der Blech- und Nagelschmiede errichtet. Im Jahre 1791 kaufte Max Thaddäus Graf Egger die Anlage und ließ 1807 in Lippitzbach das erste Blechwalzwerk Mitteleuropas errichten, welches 1894 unter dem Freiherrn Ferdinand und Karl Helldorf stillgelegt wurde.

## Schloss
Das Schloss mit einem barocken Kern wurde um 1820 mit einer bis heute unverändert erhaltenen, klassizistisch-biedermeierlichen Fassade versehen. Im ersten Obergeschoß besitzt ein Wohnraum eine historistische Holzdecke. Die Glasmalerei in der Lünette des Rundbogenfensters zeigt unter den Grafenkronen in Kartuschen die Wappen der Grafen Egger und Lodron-Laterano. Die Nordfassade wird an der Portalachse durch Lisenen und Dreiecksgiebel betont. An der Ostseite besitzt das Schloss einen Erker und eine Veranda mit Laubsägeverkleidung. Südseitig wurde eine Pawlatsche angefügt.
Nördlich des Schlosses befindet sich der Verwaltungstrakt mit Wohnungen, östlich ein Arbeiterwohnhaus des 19. Jahrhunderts. Das Schloss bekam zu Beginn der 2020er Jahre nach Abschluss der Außen-Restaurierung der anderen Häuser komplett neue Fenster und einen Fassadenanstrich samt Ausarbeitung des weißen Stucks.

## Schlosskapelle
An der Westseite des Schlosses ist eine Kapelle angebaut, die 1843 die Messlizenz erhielt. Der kleine Saalraum besitzt ein Spitzbogenportal und zwei Spitzbogenfenster. Der Altar zeigt am barocken Altarblatt den heiligen Aloisius und am Aufsatz Johannes den Täufer und den heiligen Josef. Das neugotische Holzoratorium ist mit ornamentaler Bleirutenverglasung ausgestattet. Die neugotischen Betbänke stammen aus der Grabkapelle.

## Grabkapelle
Die Grabkapelle für Ferdinand Graf Egger steht auf einer Waldlichtung westlich des Schlosses. Sie wurde 1864 von J. G. Beringer errichtet.
Der kleine neugotische Rohziegelbau mit einer eingezogenen, polygonalen Apsis. Im Tympanon des großen Spitzbogenportals befindet sich ein Relief mit der Auferstehung Christi. Über dem Rundbogenfenster ist eine gräfliche Krone und seitlichen Kartuschen mit den Wappen der Grafen Egger und Lodron-Laterano zu sehen.
Der einjochige Innenraum ist kreuzrippengewölbt und durch profilierte Blendbögen gegliedert. Die Wände sind mit floraler Schablonenmalerei geschmückt. In den Maßwerkfenstern haben sich Reste ornamentaler Glasmalereien erhalten. In den Blendbögen seitlich der Altarmensa befinden sich die Grabplatten von Notburga Gräfin von Egger (1791–1884), einer geborenen Lodron-Laterano und Ferdinand Graf Egger (1802–1860).

## Denkmal
Das 1836 errichtete Denkmal für Max Thaddäus Graf Egger besteht aus einer Gusseisenbüste auf hohem Inschriftensockel und wird Johann Nepomuk Schaller zugeschrieben.

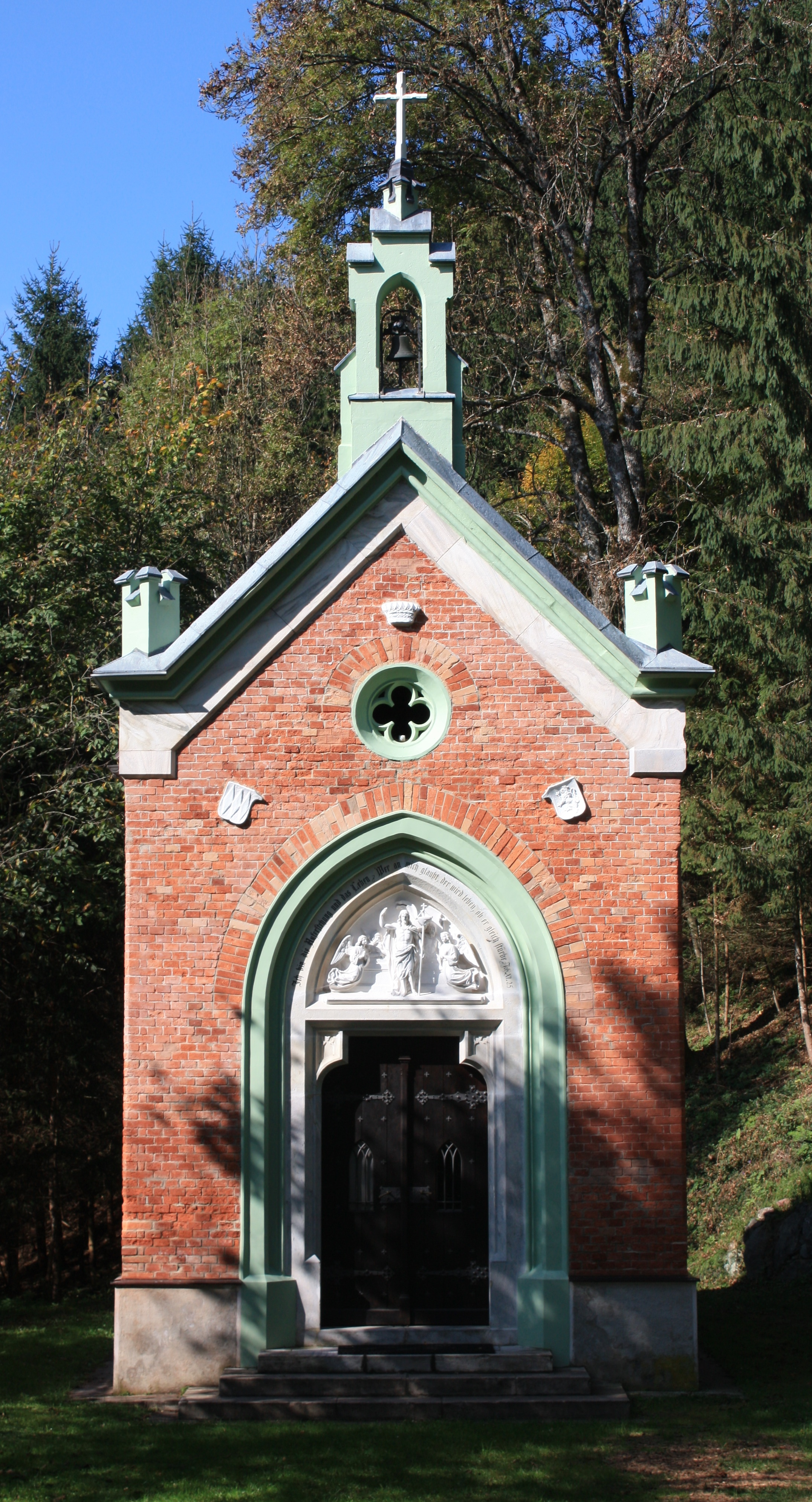
Grabkapelle
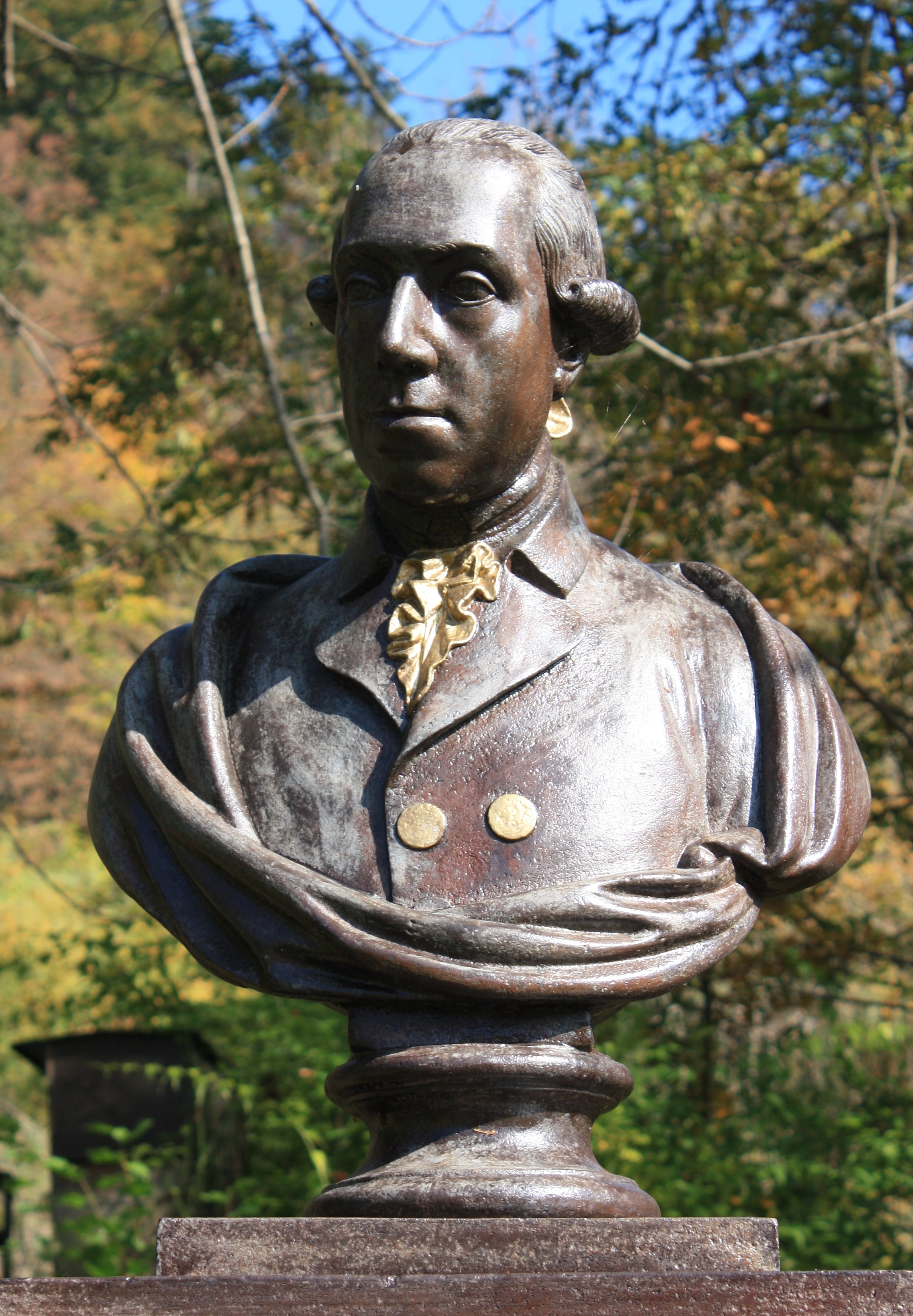
Denkmal für Max Thaddäus Graf Egger